# مقاطعة فالسيا
مقاطعة فالسيا (بالإنجليزية: Vâlcea County)‏ هي مقاطعة تتبع رومانيا، بلغ عدد سكانها 295٬560 نسمة، في 1930، عاصمتها رمينكو فيلتشا، تبلغ مساحتها 5٬765 كيلومتر مربع.

## التقسيمات الإدارية
- Golești, Vâlcea [الإنجليزية]‏
- ميهاييشت
- Sutești [الإنجليزية]‏
- Făurești [الإنجليزية]‏
- Galicea [الإنجليزية]‏
- رمينكو فيلتشا
- Brezoi [الإنجليزية]‏
- Călimănești [الإنجليزية]‏
- Drăgășani [الإنجليزية]‏
- Fârtățești [الإنجليزية]‏
- Horezu [الإنجليزية]‏
- Ocnele Mari [الإنجليزية]‏
- Alunu [الإنجليزية]‏
- Amărăști [الإنجليزية]‏
- Băbeni [الإنجليزية]‏
- Bălcești [الإنجليزية]‏
- Berbești [الإنجليزية]‏
- Berislăvești [الإنجليزية]‏
- Boișoara [الإنجليزية]‏
- Bujoreni, Vâlcea [الإنجليزية]‏
- Bunești, Vâlcea [الإنجليزية]‏
- Păușești [الإنجليزية]‏
- Copăceni, Vâlcea [الإنجليزية]‏
- Costești, Vâlcea [الإنجليزية]‏
- Crețeni [الإنجليزية]‏
- Roești [الإنجليزية]‏
- Dăești [الإنجليزية]‏
- Dănicei [الإنجليزية]‏
- Drăgoești, Vâlcea [الإنجليزية]‏
- Frâncești [الإنجليزية]‏
- Ghioroiu [الإنجليزية]‏
- Glăvile [الإنجليزية]‏
- Grădiștea, Vâlcea [الإنجليزية]‏
- Gușoeni [الإنجليزية]‏
- Lădești [الإنجليزية]‏
- Lăpușata [الإنجليزية]‏
- Livezi, Vâlcea [الإنجليزية]‏
- Lungești [الإنجليزية]‏
- Mădulari [الإنجليزية]‏
- Măldărești [الإنجليزية]‏
- Milcoiu [الإنجليزية]‏
- Tomșani, Vâlcea [الإنجليزية]‏
- Muereasca [الإنجليزية]‏
- Nicolae Bălcescu, Vâlcea [الإنجليزية]‏
- Olanu [الإنجليزية]‏
- Orlești [الإنجليزية]‏
- Oteșani [الإنجليزية]‏
- Pesceana [الإنجليزية]‏
- Pietrari, Vâlcea [الإنجليزية]‏
- Roșiile [الإنجليزية]‏
- Ionești, Vâlcea [الإنجليزية]‏
- Runcu, Vâlcea [الإنجليزية]‏
- Prundeni [الإنجليزية]‏
- Sinești, Vâlcea [الإنجليزية]‏
- Stănești, Vâlcea [الإنجليزية]‏
- Stoenești, Vâlcea [الإنجليزية]‏
- Stoilești [الإنجليزية]‏
- Stroești [الإنجليزية]‏
- Șirineasa [الإنجليزية]‏
- Ștefănești, Vâlcea [الإنجليزية]‏
- Șușani [الإنجليزية]‏
- Vaideeni [الإنجليزية]‏
- Valea Mare, Vâlcea [الإنجليزية]‏
- Vlădești, Vâlcea [الإنجليزية]‏
- Voicești [الإنجليزية]‏
- Voineasa, Vâlcea [الإنجليزية]‏
- Zătreni [الإنجليزية]‏
- Mateești [الإنجليزية]‏
- Titești [الإنجليزية]‏
- Diculești [الإنجليزية]‏
- Budești, Vâlcea [الإنجليزية]‏
- Tetoiu [الإنجليزية]‏
- Perișani [الإنجليزية]‏
- Bărbătești, Vâlcea [الإنجليزية]‏
- Scundu [الإنجليزية]‏
- Popești, Vâlcea [الإنجليزية]‏
- Racovița, Vâlcea [الإنجليزية]‏
- Slătioara, Vâlcea [الإنجليزية]‏
- Cernișoara [الإنجليزية]‏
- Băile Govora [الإنجليزية]‏
- Sălătrucel [الإنجليزية]‏
- بايلي يولانيشت
- Păușești-Măglași [الإنجليزية]‏
- Malaia, Vâlcea [الإنجليزية]‏
- Măciuca [الإنجليزية]‏
- Laloșu [الإنجليزية]‏
- Lăcusteni [الإنجليزية]‏
- Mitrofani [الإنجليزية]‏
- Câineni [الإنجليزية]‏.